# عواد العنزي
عواد العنزي ، من مواليد 24 سبتمبر 1968 ، وهو لاعب كرة القدم سابقاً، لعب مع نادي الشباب حتى اعتزاله، كما لعب مع المنتخب السعودي وخاض مشاركاته في كأس العالم لكرة القدم بالولايات المتحدة سنة 1994م، كما شارك في بطولة كأس الملك فهد عام 1992 وكأس آسيا بمدينة هيروشيما اليابانية سنة 1992م.